# 98
| [ Edytuj tabelę ] |                               |
| Cesarz Chin       | - 88 Han Hedi 106             |
| Król Daków        | - 87 Decebal 106              |
| Władca Korei      | - 53 T’aejodae 146            |
| Król Nabatei      | - 70 Rabel II Soter 106       |
| Papież            | - 91 Klemens I 101            |
| Król Partów       | - 78 Pakorus II 105           |
| Cesarz Rzymu      | - 96 Nerwa 98 - 98 Trajan 117 |

Rok 98 / XCVIII
stulecia: I wiek p.n.e. ~
I wiek ~
II wiek

lata: 88 «
93 «
94 «
95 «
96 «
97 «
98
» 99
» 100
» 101
» 102
» 103
» 108

## Wydarzenia
- 27 stycznia – Trajan został rzymskim cesarzem.
- Powstały Germania i Agricola Tacyta.

## Zmarli
- Apoloniusz z Tiany, filozof (ur. 2)
- 27 stycznia - Nerwa, cesarz rzymski (ur. 30).